# Entex Adventure Vision
L'Adventure Vision est une console de jeux vidéo à cartouches intégrant un moniteur vidéo. Produite par Entex Industries et commercialisée à partir de 1982, l'Adventure Vision est la seconde console conçue par Entex, elle succède à la Select-A-Game, une console portable sortie un an plus tôt en 1981.

## Jeux
Entex a sorti quatre jeux sur Adventure Vision:
- Defender, basé sur le jeu d'arcade éponyme de Williams Electronics
- Super Cobra, basé sur le jeu d'arcade éponyme de Konami
- Turtles, basé sur le jeu d'arcade éponyme de Konami (similaire à Pac-Man)
- Space Force, un clone du jeu Asteroids d'Atari

## Spécifications techniques
- Processeur : Intel 8048 cadencé à 733 kHz
- Son : National Semiconductor COP411L cadencé à 52,6 kHz
- Mémoire vive : 64 bytes (interne au 8048), 1K (principalement sur le Circuit imprimé)
- Mémoire morte : 1K (interne au 8048), 512 bytes (interne au COP411L), 4K (cartouche)
- Input : joystick à 4 axes, avec 4 boutons dupliqués sur chaque côté du joystick
- Graphismes : 150x40 pixels monochromes

## Émulation
Le système est supporté par l'émulateur MESS.